# 이타미역 (서일본 여객철도)
이타미역(일본어: 伊丹駅)은 일본 효고현 이타미시에 있는, 서일본 여객철도의 후쿠치야마 선 (JR 다카라즈카 선) 상의 철도역이다.

## 개요
오사카 국제공항 (이타미 공항)의 서측에 위치하며, 역전에서 공항행의 이타미 시 버스가 발착한다.
ICOCA, J스루 카드를 이용할 수 있다 (상호 이용 대상 포함). 어번 네트워크에 소속되어 있으며, 미도리노마도구치가 설치되어있다. 자동 발권기는 전부 터치스크린 방식이다.
단바지 쾌속·쾌속·보통 열차가 전부 정차한다. 쾌속을 이용하면 2역만에 오사카역에 도달할 수 있으며, JR 도자이 선 직통 열차도 있으므로 오사카 시내에의 접근이 편리하다. JR 후쿠치야마 선 탈선 사고 이후, 시각표가 많이 완화되며 운전 편수가 바뀌었는데, 아침 러시아워시에는 오사카 방면으로 1시간당 15편 (약 2~5분 간격)으로 열차가 도착한다.

## 역 구조
상대식 2면 2선의 플랫폼이 있는 지상역으로, 교상 역사를 가지고 있다. 플랫폼 구조는 차후의 섬식 2면 4선화에도 대응하고 있지만, 측선로 용지에는 현재 주륜장 등이 위치하고 있다. 나중에 이 역에서 오사카 국제 공항 방향으로 JR 후쿠치야마 선 분기선을 만드는 것이 구상되고 있으며, 그 때문에 분기선이 위치할 곳의 용지는 비어있다. 플랫폼의 유효장은 220m의 10량 대응이지만, 8량 편성분 밖에 쓰지 않고 있다. 에스컬레이터는 4기, 엘리베이터는 2기 설치되어 있다.

### 승강장
↑다카라즈카 방면

１ | | ２

아마가사키 방면↓
| 1 | ● JR 다카라즈카 선 (하행) | 다카라즈카·산다·사사야마구치 방면        |
| 2 | ● JR 다카라즈카 선 (상행) | 아마가사키·오사카·다카쓰키·기타신치 방면 |

## 이용 상황
후쿠치야마 선은 오랜 시간 동안 단선 비전화의 지방 로컬선이었기 때문에, 이 역도 국철시대부터 대도시 근교의 역으로 승강객이 적은 역이었다. 하지만 1981년의 복선 전철화, 1987년의 일본국유철도 분할 민영화, 1997년 JR 도자이 선 직통 운전 개시 등 편리성의 큰 향상과, 2000년대 역 주변에 대규모 상업 시설이 개발됨에 따라서 승강객이 증가하여 현재는 서일본 여객철도 관내 승차 인원수 50위 안에 드는 역이 되었다. 또한, 경쟁중인 한큐 전철 이타미 역의 경우 편리성이 좋지 않은데다가 (직통 열차가 없고, 환승역인 한큐 전철 쓰카구치 역에는 낮시간대에 우등 열차가 서지 않음), 한신·아와지 대지진 이후 가역사로 영업하는 사이, JR 도자이 선의 개통으로 JR의 편리성이 대폭 향상되었기 때문에 한큐 전철 이타미 역보다 JR 이타미 역 쪽이 이용자가 늘어가고 있는 추세이다. 또, 한큐 전철 이타미 역 주변의 대규모 상업시설 철거도 JR 이타미 역 이용객 수 증가의 요인이 되고 있다.
2007년도의 1일 평균 승차 인원수는 23, 026명으로, 서일본 여객철도 관내 38위, 후쿠치야마 선내 2위이다.

## 역사
- 1893년 12월 12일 - 셋쓰 철도의 이타미 역으로 개업. 일반역.
- 1897년 2월 16일 - 한카쿠 철도가 셋쓰 철도를 합병.
- 1907년 8월 1일 - 한카쿠 철도 국유화. 일본국유철도의 역이 됨.
- 1909년 10월 12일 - 선로 명칭 제정으로 후쿠치야마 선에 소속됨.
- 1979년 7월 1일 - 화물 취급을 폐지하고 그 기능을 기타이타미 역으로 이관.
- 1981년 5월 - 교상역사화.
- 1986년 3월 3일 - 수하물 취급 폐지.
- 1987년 4월 1일 - 일본국유철도 분할 민영화로 서일본 여객철도의 역이 됨.
- 2003년 11월 1일 - ICOCA 공용 개시.
- 2005년 4월 25일 - JR 후쿠치야마 선 탈선 사고의 영향으로 영업 중단.
- 2005년 6월 19일 - 후쿠치야마 선 복구, 탈선 사고 55일 만에 영업 재개.

## 인접역 정보
| 서일본 여객철도 후쿠치야마 선 | 서일본 여객철도 후쿠치야마 선         | 서일본 여객철도 후쿠치야마 선    |
| ----------------------------- | ------------------------------------- | -------------------------------- |
| 아마가사키 오사카 방면        | ■ JR 다카라즈카 선 단바지 쾌속 · 쾌속 | 가와니시이케다 사사야마구치 방면 |
| 이나데라 오사카 방면          | ■ JR 다카라즈카 선 보통               | 기타이타미 신산다 방면           |